# Нумандан
Нумандан (перс. نومندان) — село в Ірані, у дегестані Лісар, у бахші Карґан-Руд, шагрестані Талеш остану Ґілян. За даними перепису 2006 року, його населення становило 362 особи, що проживали у складі 85 сімей.

## Клімат
Середня річна температура становить 13,82°C, середня максимальна – 27,09°C, а середня мінімальна – -0,35°C. Середня річна кількість опадів – 791 мм.
| Клімат поселення                              | Клімат поселення | Клімат поселення | Клімат поселення | Клімат поселення | Клімат поселення | Клімат поселення | Клімат поселення | Клімат поселення | Клімат поселення | Клімат поселення | Клімат поселення | Клімат поселення | Клімат поселення |
| Показник                                      | Січ.             | Лют.             | Бер.             | Квіт.            | Трав.            | Черв.            | Лип.             | Серп.            | Вер.             | Жовт.            | Лист.            | Груд.            |                  |
| Середній максимум, °C                         | 9,92             | 10,49            | 12,38            | 17,14            | 21,10            | 25,10            | 27,09            | 26,86            | 22,60            | 20,07            | 15,63            | 11,52            |                  |
| Середня температура, °C                       | 4,78             | 5,36             | 7,25             | 12,01            | 15,97            | 19,96            | 23,21            | 22,98            | 18,71            | 16,19            | 11,74            | 7,64             |                  |
| Середній мінімум, °C                          | −0,35            | 0,21             | 2,12             | 6,88             | 10,82            | 14,82            | 19,35            | 19,11            | 14,84            | 12,31            | 7,86             | 3,76             |                  |
| Норма опадів, мм                              | 70               | 64               | 69               | 54               | 43               | 27               | 11               | 35               | 89               | 135              | 97               | 97               |                  |
| Середньомісячна швидкість вітру, м/с          | 2.30             | 2.40             | 2.40             | 2.40             | 2.30             | 2.50             | 2.63             | 2.48             | 2.12             | 2.05             | 1.96             | 2.10             |                  |
| Середньомісячна сонячна радіація, кДж/м²·день | 6796             | 9077             | 11211            | 15811            | 19862            | 22593            | 23674            | 20014            | 16137            | 10929            | 8368             | 6380             |                  |
| --------------------------------------------- | ---------------- | ---------------- | ---------------- | ---------------- | ---------------- | ---------------- | ---------------- | ---------------- | ---------------- | ---------------- | ---------------- | ---------------- | ---------------- |
| Джерело:                                      |                  |                  |                  |                  |                  |                  |                  |                  |                  |                  |                  |                  |                  |